# Jimmy Eat World
Jimmy Eat World é uma banda americana de rock formada em 1992.

## Biografia
Formado no começo dos anos 90, lança seu álbum de estréia, auto-intitulado, via gravadora independente Wooden Blue Records. A repercussão é mínima, principalmente pela sonoridade ainda não muito bem definida, um híbrido entre o hardcore, o emo e o indie rock. Jimmy Eat World se apresentou no casamento de Tom DeLonge, guitarrista e vocalista do Blink-182, também guitarrista e vocalista do Angels and Airwaves.
Já, em 1996 o grupo encontra seu direcionamento musical e lança o álbum Static Prevails, via Capitol Records. Segundo o vocalista Jim Adkins, em uma nota no fórum da banda, eles não se consideram uma banda emo. A banda conseguiu grande notoriedade na cena indie, e assim sendo, lançou dois discos de forma independente: 'Singles - compilação de todos os singles do início da carreira - e um split EP com o grupo de pop-rock Jebediah, ambos lançados pelo selo independente Big Wheel Creation.
Em fevereiro de 1999 é lançado Clarity, no qual havia uma canção de 16 minutos de duração. O disco não emplaca no mainstream, porém no underground a banda caminha para os mais altos patamares que uma banda pode chegar. Como a Capitol Records não dava muita atenção à banda[carece de fontes?], o Jimmy Eat World larga a Capitol Records e é contratado pela Dreamworks, gravadora de propriedade do cineasta Steven Spielberg e casa de bandas como Papa Roach e AFI.
Agora, dentro de uma major, o grupo lança em 2001 o álbum Bleed American, com canções como "Sweetness", "A Praise Chorus" e "The Middle" - esta última, música de trabalho do disco. Na época dos atentados de 11 de setembro ao World Trade Center, o título do disco (que significa algo como "Sangrem, Americanos") foi retirado da arte da capa, fazendo assim o CD ser conhecido como Self-Titled.
Três alguns depois, (o último em 2013), a banda se reune novamente em novembro de 2015, junto com o produtor Justin Meldal-Johnsen [Paramore, M83], para gerar ideias que em outubro de 2016, pela RCA Records, lançou o álbum Integrity Blues, com o single  "Sure and Certain".
A banda veio pela primeira vez ao Brasil fazer show no festival Lollapalooza, em março de 2017.

## Integrantes
- Jim Adkins: vocal, guitarra
- Tom Linton: guitarra,vocal
- Rick Burch: baixo, vocal de apoio
- Zach Lind: bateria

## Discografia

### Álbuns de estúdio
- Jimmy Eat World (1994)
- Static Prevails (1996)
- Clarity (1999)
- Bleed American (reintitulado Jimmy Eat World em 2001)
- Futures (2004)
- Chase This Light (2007)
- Invented (2010)
- Damage (2013)
- Integrity Blues (2016)
- Surviving (2019)